# Ахакуба
Ахакуба (исп. Ajacuba) — посёлок и административный центр одноимённого муниципалитета в мексиканском штате Идальго. Численность населения, по данным переписи 2010 года, составила 7 245 человек.

## История
Город основан в 1936 году.